# En ganske snill mann
En ganske snill mann è un film del 2010 diretto da Hans Petter Moland.